# لاس مينيناس
لاس مينيناس (بالإسبانية: Las Meninas)‏ أو الوصيفات هي لوحة من عمل الرسام الإسباني دييغو فيلاثكيث رسمت عام 1656، الذي اعتبر أبرز رسام في ما عرف بالعصر الذهبي الإسباني. اللوحة معروضة في موزيو ديل برادو في مدريد، إسبانيا. واعتبر تعقيد وغموض العمل ومدى المعاني التي قد تستوحى من الشخصيات المرسومة وزاوايا الرسم، جعلت اللوحة إحدى أكثر الأعمال على نطاق واسع التي تم الإشارة إليها في تاريخ اللوحات الفنية.
ورسمت اللوحة بالألوان الزيتية على القماش، وتظهر غرفة في قصر الملك فيليب الرابع، حيث تبدو ابنته الصغيرة مارغريتا تيريزا برفقة وصيفاتها في حضور قزمين وحارس وكلب جالس، فيما يبدو دييغو فيلازكيز وهو يقوم بالرسم، اللوحة رسمت من زاوية نظر الملك فيليب الرابع، بحيث يبدو لمشاهد اللوحة أن الشخصيات المرسومة هي التي تموضعت كي يتم رسمها من زاوية الملك والذي كان جالسا برفقة زوجته ماريانا (1634-1696)، حيث يبدو الجزء العلوي من بدني الملك والملكة في منظر يكاد يختفي في مرآة صغيرة في وسط اللوحة.
ووفق معظم المحللين فقد اعتبرت اللوحة لقطة تصويرية واقعية.
اعتبرت هذه اللوحة من أروع ما رسم فيلازكيز ومن أهم اللوحات الفنية في التاريخ.
وأطلق عليها الرسام الإنجليزي توماس لورنس «فلسفة الفن».

## الخلفية

### بلاط فيليب الرابع
في إسبانيا القرن السابع عشر، نادرا ما كان يحظى المصورون بمكانة اجتماعية عالية. حيث عُدَ التصوير حرفة، وليس فنا كالشعر والموسيقى. ومع ذلك، شق فيلاسكويز طريقه عبر الرتب في بلاط فيليب الرابع، وفي فبراير 1651 عُيّن حاجبًا للملك (aposentador mayor del palacio) جلب له المنصب المكانة والعائد المادي، لكن واجباته فرضت مطالب ثقيلة على وقته. خلال السنوات الثماني المتبقية من حياته، رسم القليل من اللوحات فحسب، معظمها صور للعائلة المالكة. وعندما رسم لاس مينيناس، كان قد قضى مع العائلة المالكة 33 عامًا.
توفيت زوجة فيليب الرابع الأولى اليزابيث الفرنسية عام 1644، ثم توفي ابنهما الوحيد، بالثازار تشارلز، بعدها بعامين. ونظرا لعدم وجود وريث له، تزوج فيليب من ماريانا النمساوية عام 1649. وكانت مارغريت تيريزا (1651-1673) طفلتهما الأولى والوحيدة في وقت اللوحة. بعد ذلك، كان لها شقيق قصير العمر فيليب بروسبيرو (1657-1661)، ثم وصل تشارلز (1661-1700)، والذي خلف العرش كتشارلز الثاني في سن الثالثة. صور فلاسكويز ماريانا وأطفالها، وبرغم أن فيليب نفسه قاوم أن يصور في سنه المتقدم فقد سمح لفيلاسكويز بتضمينه في ال لاس مينياس. وفي وقت مبكر من خمسينيات القرن السابع عشر أعطى فلاسكويز الغرفة الرئيسية في جناح معيشة الأمير بالثازار تشارلز سابق الذكر، التي مثلت بعد ذلك متحف القصر، لتكون الأستوديو الخاص به. وهنا حيث رسمت ال لاس مينياس. كان لفيليب مقعده الخاص في الغرفة وكان غالبا مايجلس ويشاهد فلاسكويز بينما يعمل. برغم تقيده بقواعد الاتيكيت الصارمة، يبدو ان الملك المحب للفن جمعته علاقة مقربة مع المصور. بعد موت فلاسكويز، كتب فيليب «أنا محطم» في هامش مذكرة اختيار خلف له –لفيلاسكويز-.
خدم فيلاسكويز خلال أربعينيات وخمسينيات القرن السابع عشر ككل من مصور البلاط والقيم على مجموعة فيليب الرابع المتنامية من الفن الأوروبي. ويبدو أنه قد أتيحت له درجة غير معتادة من الحرية في هذا الدور. فأشرف على الديكور والتصميم الداخلي للغرف التي تحوي اللوحات الأكثر قيمة، وإضافة المرايا والتماثيل واللوحات المنسوجة. كما كان المسؤول عن اقتناء وإسناد وتعليق وابتكار العديد من لوحات الملك الإسباني. بحلول خمسينيات القرن السابع عشر، كان فيلاسكويز معروفا على نطاق واسع في إسبانيا كخبير محترم.
جرى الحصول على الكثير من مجموعة متحف برادو اليوم - بما في ذلك أعمال تيتيان ورافائيل وروبنز - وتجميعها تحت رعاية فيلاسكيز.

### الأصل والحالة
تمت الإشارة إلى اللوحة في الفترة الأولى للتخزين ب باسم La Familia «العائلة». وصف مفصل ل لاس مينياس، والذي يوفر تعريفا بالعديد من الشخصيات، نشره أنطونيو بالومينو «العصر الذهبي الإسباني لجورجيو فاساري» عام 1724. يكشف فحص الأشعة تحت الحمراء عن وجود بعض الأخطاء القليلة. أي أن هناك آثارًا للعمل السابق قام الفنان بتغييرها لاحقًا. على سبيل المثال، في البداية كان رأس فيلاسكيز يميل إلى يمينه بدلاً من يساره.
قُطعت اللوحة من الجانبين الأيسر والأيمن. إذ لحقت بها أضرار في الحريق الذي دمر الكزار في عام 1734، ورُممت على يد الرسام (المصور) خوان غارسيا دي ميراندا (1677-1749).  تمت إعادة رسم الخد الأيسر للطفلة مارغريت بالكامل تقريبًا للتعويض عن خسارة كبيرة في الأصباغ. بعد إنقاذها من الحريق، عُرِّفت اللوحة كجزء من المجموعة الملكية في(1747-1748)، وعُرِفَت الطفلة خطأ على أنها ماريا تيريزا، الأخت الكبرى غير الشقيقة لمارغريت تيريزا، وهو خطأ تكررعند إحصاء اللوحة في قصر مدريد الملكي الجديد في عام 1772.ثم عاد في مخزون 1794 إلى نسخة من العنوان السابق، عائلة فيليب الرابع، والذي تكررت في سجلات عام 1814. دخلت اللوحة مجموعة متحف ديل برادو أثناء تأسيسه عام 1819. في عام 1843، سرد كتالوج برادو العمل لأول مرة باسم لاس مينيناس.
في السنوات الأخيرة، عانت اللوحة من فقدان الملمس والصبغات. بسبب التعرض للتلوث وحشود الزوار، بهتت التباينات التي كانت واضحة بين الأصباغ الزرقاء والبيضاء في أزياء الوصيفات. نُظفت اللوحة آخر مرة عام 1984 تحت إشراف القيم الأمريكي جون بريلي، لإزالة «الغشاوة الصفراء» من الغبار الذي تجمعت منذ الترميم السابق في القرن التاسع عشر. أثار التنظيف، وفقًا لمؤرخ الفن فيدريكو زيري، «احتجاجات غاضبة، ليس لأن الصورة قد تعرضت للتلف بأي شكل من الأشكال، ولكن لأنها بدت مختلفة». ومع ذلك، في رأي لوبيز راي،«كانت استعادة لا تشوبها شائبة». بسبب حجمها وأهميتها وقيمتها، لم يجرِ إقراض اللوحة لأي عرض خارجي.

### الخامات المستخدمة في تصوير اللوحة
أُجري فحص تقني شامل متضمنا تحليل للصبغة للاس مينيناس عام 1981 في متحف برادو. وكشف التحليل عن الأصباغ المعتادة من فترة الباروك التي كثيرا ما استخدمها فيلاسكيز في لوحاته الأخرى. كانت الأصباغ الرئيسية المستخدمة في هذه اللوحة الرصاص الأبيض، والأزوريت (لتنورة الوصيفة الراكعه)، والزنجفر، وبحيرة الليك الأحمر، وألوان المغرة، والأسود الكربوني.

## وصلات خارجية
- Museo Picasso "Las Meninas"